# Egyéni rövid program szinkronúszás a 2009-es úszó-világbajnokságon
A szinkronúszás egyéni rövid programot július 19-én és 20-án rendezték meg a 2009-es úszó-világbajnokságon. Előbb a selejtezőt, másnap a döntőt.

## Érmesek
| Arany                          | Ezüst                         | Bronz                               |
| Oroszország · Natalja Iscsenko | Spanyolország · Gemma Mengual | Kanada · Marie-Pier Boudreau Gagnon |

## Eredmény
| Helyezés  | Versenyzők                 | Nemzetiség | Selejtező | Selejtező | Döntő     | Döntő    |
| Helyezés  | Versenyzők                 | Nemzetiség | Pont      | helyezés  | Pont      | Helyezés |
| --------- | -------------------------- | ---------- | --------- | --------- | --------- | -------- |
| Aranyérem | Natalja Iscsenko           | RUS        | 98.667    | 1         | 98.667    | 1        |
| Ezüstérem | Gemma Mengual              | ESP        | 97.834    | 2         | 97.833    | 2        |
| Bronzérem | Marie-Pier Boudreau Gagnon | CAN        | 95.500    | 3         | 96.000    | 3        |
| 4         | Beatrice Adelizzi          | ITA        | 93.500    | 4         | 94.667    | 4        |
| 5         | Yumi Adachi                | JPN        | 92.333    | 6         | 93.334    | 5        |
| 6         | Darina Jusko               | UKR        | 92.834    | 5         | 93.167    | 6        |
| 7         | Despoina Solomou           | GRE        | 90.500    | 7         | 90.333    | 7        |
| 8         | Jenna Randall              | GBR        | 89.500    | 8         | 90.166    | 8        |
| 9         | Sona Bernardova            | CZE        | 88.666    | 9         | 88.667    | 9        |
| 10        | Anna Kulkina               | KAZ        | 87.000    | 10        | 87.500    | 10       |
| 11        | Stephanie Jost             | SUI        | 86.333    | 12        | 87.167    | 11       |
| 12        | Giovana Stephan            | BRA        | 86.500    | 11        | 86.500    | 12       |
| 16.5      | H09.5                      |            |           |           | 00:55.635 | O        |
| 13        | Nadine Brandl              | AUT        | 85.833    | 13        |           |          |
| 14        | Park Hyunsun               | KOR        | 84.833    | 14        |           |          |
| 15        | Melanie Zillich            | GER        | 79.833    | 15        |           |          |
| 16        | Kalina Yordanova           | BUL        | 79.333    | 16        |           |          |
| 17        | Julieta Andrea Diaz        | ARG        | 78.500    | 17        |           |          |
| 18        | Grisel Tendero Llada       | CUB        | 78.334    | 18        |           |          |
| 19        | Anastasiya Ruzmetova       | UZB        | 78.166    | 19        |           |          |
| 20        | Greisy Gomez               | VEN        | 77.833    | 20        |           |          |
| 21        | Nadezhda Gómez             | CRC        | 74.833    | 21        |           |          |
| 22        | Devah Leenheer             | ARU        | 73.834    | 22        |           |          |
| 23        | Lee Renyi Gayle Esther     | SIN        | 73.667    | 23        |           |          |
| 24        | Adela Amanda Nirmala       | INA        | 72.334    | 24        |           |          |
| 25        | Kirstin Anderson           | NZL        | 71.500    | 25        |           |          |
| 26        | Au Ieong Sin Ieng          | MAC        | 70.666    | 26        |           |          |
| 27        | Yew Li Cheng               | AUS        | 70.500    | 27        |           |          |
| 28        | Margarita Ghazaryan        | ARM        | 62.000    | 28        |           |          |